# Savignano sul Panaro
Savignano sul Panaro (emilián nyelven Savignàn) település Olaszországban, Emilia-Romagna régióban, Modena megyében. Lakosainak száma 9563 fő (2023. január 1.). Savignano sul Panaro Guiglia, Marano sul Panaro, San Cesario sul Panaro, Spilamberto, Vignola és Valsamoggia községekkel határos.

## Népesség
A település lakossága az elmúlt években az alábbi módon változott:
| Lakosok száma | 9172 | 9142 | 9563 |
|               | 2017 | 2018 | 2023 |